# I magi randagi
Pour plus de détails, voir Fiche technique et Distribution.
I magi randagi est un film italien réalisé par Sergio Citti, sorti en 1996.
L'intrigue du film est semblable au scénario de Porno-Théo-Kolossal, le film inachevé de Pier Paolo Pasolini.

## Synopsis
Un spectacle ambulant d'hommes habillés en mafiosi et en nazis est le singulier spectacle offert par trois acrobates. Les trois interprètes, cependant, ne sont pas compris et sont obligés de fuir. Ils trouvent une place dans une crèche vivante où ils jouent les Rois mages. Cette fois, leur prestation est si réussie qu'ils convainquent les habitants de mettre au monde de nouveaux enfants. Une nuit, une comète apparaît soudainement dans le ciel et les trois compères se rendent compte qu'ils ont une tâche très importante à accomplir : rechercher le nouveau bébé Jésus.

## Fiche technique
- Titre : I magi randagi
- Réalisation : Sergio Citti
- Scénario : Sergio Citti, David Grieco et Michele Salimbeni
- Photographie : Franco Di Giacomo
- Montage : Ugo De Rossi
- Musique : Ennio Morricone
- Pays d'origine : Italie
- Genre : comédie
- Date de sortie : 1996

## Distribution
- Silvio Orlando : Melchior
- Patrick Bauchau : Balthazar
- Rolf Zacher : Gaspard
- Laura Betti : l'épouse de Joseph
- Franco Citti : Joseph
- Ninetto Davoli : l'ami de Joseph
- Gastone Moschin : Don Gregorio
- Nanni Tamma
- Elide Melli : la violoniste

## Récompense
- 1996 : prix Sergio-Leone au Festival du film italien d'Annecy.